# Kuito (Rusia)
El Kuito (en ruso: Куйто antiguamente en finés: Kuittijärvet) son Tres Lagos en la República de Karelia, en el noroeste de Rusia. Los lagos Kuito están conectados por canales naturales, y se utilizan para el transporte de madera.
- El Alto Kuito (en ruso: Верхнее Куйто, finés: Ylä - Kuittijärvi) se encuentra en las coordenadas 65.05 ° N 30.75 ° E . Tiene una superficie de 198 km², con una elevación de la superficie de 103 metros y una profundidad máxima de 44 m.

- El Kuito Medio (en ruso: Среднее Куйто, finés: Keski - Kuittijärvi) está ubicado en las coordenadas 65.1333333 ° N 31.25 ° E y tiene un área de 257 km², con una elevación de la superficie de 101 metros y una profundidad máxima de 34 m.

- El Bajo Kuito (en ruso: Нижнее Куйто, fiés: Ala - Kuittijärvi) está ubicado en las coordenadas 64.9333333 ° N 31.75 ° E y tiene un área de 141 km², con una elevación de la superficie de 100 metros y una profundidad máxima de 33 m. El Bajo Kuito termina en una presa construida en 1956, por debajo del cual fluye el río Kem .

Hay numerosas islas en los lagos Kuito.